# Colonia las Flores, Oaxaca
Colonia las Flores är en ort i Mexiko.   Den ligger i kommunen Eloxochitlán de Flores Magón och delstaten Oaxaca, i den sydöstra delen av landet, 270 km sydost om huvudstaden Mexico City. Colonia las Flores ligger 1 416 meter över havet och antalet invånare är 103.
Terrängen runt Colonia las Flores är kuperad åt sydväst, men åt nordost är den bergig. Runt Colonia las Flores är det tätbefolkat, med 369 invånare per kvadratkilometer. Närmaste större samhälle är Huautla de Jiménez, 8,2 km sydost om Colonia las Flores. I omgivningarna runt Colonia las Flores växer i huvudsak städsegrön lövskog.